# Beierolpium venezuelense
Espèce
Beierolpium venezuelense est une espèce de pseudoscorpions de la famille des Olpiidae.

## Distribution
Cette espèce est endémique du Venezuela. Elle se rencontre vers Caracas.

## Étymologie
Son nom d'espèce, composé de venezuel[a] et du suffixe latin -ense, « qui vit dans, qui habite », lui a été donné en référence au lieu de sa découverte, le Venezuela.

## Publication originale
- Heurtault, 1982 : Le développement postembryonnaire chez deux espèces nouvelles de Pseudoscorpions Olpiinae du Venezuela. Revue de Nordest Biologie, vol. 3, p. 57-85.